# Baumkuchen

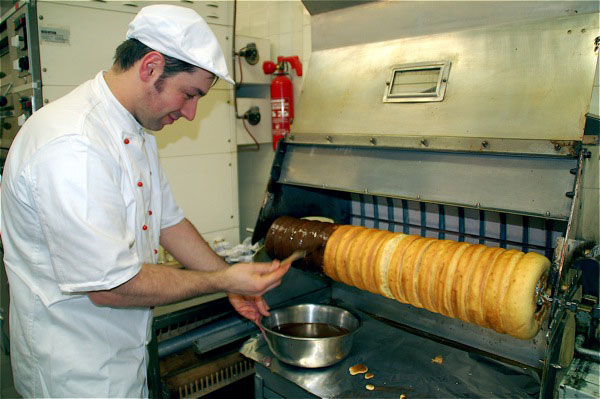
Cukiernik pokrywający ciasto kuwerturą

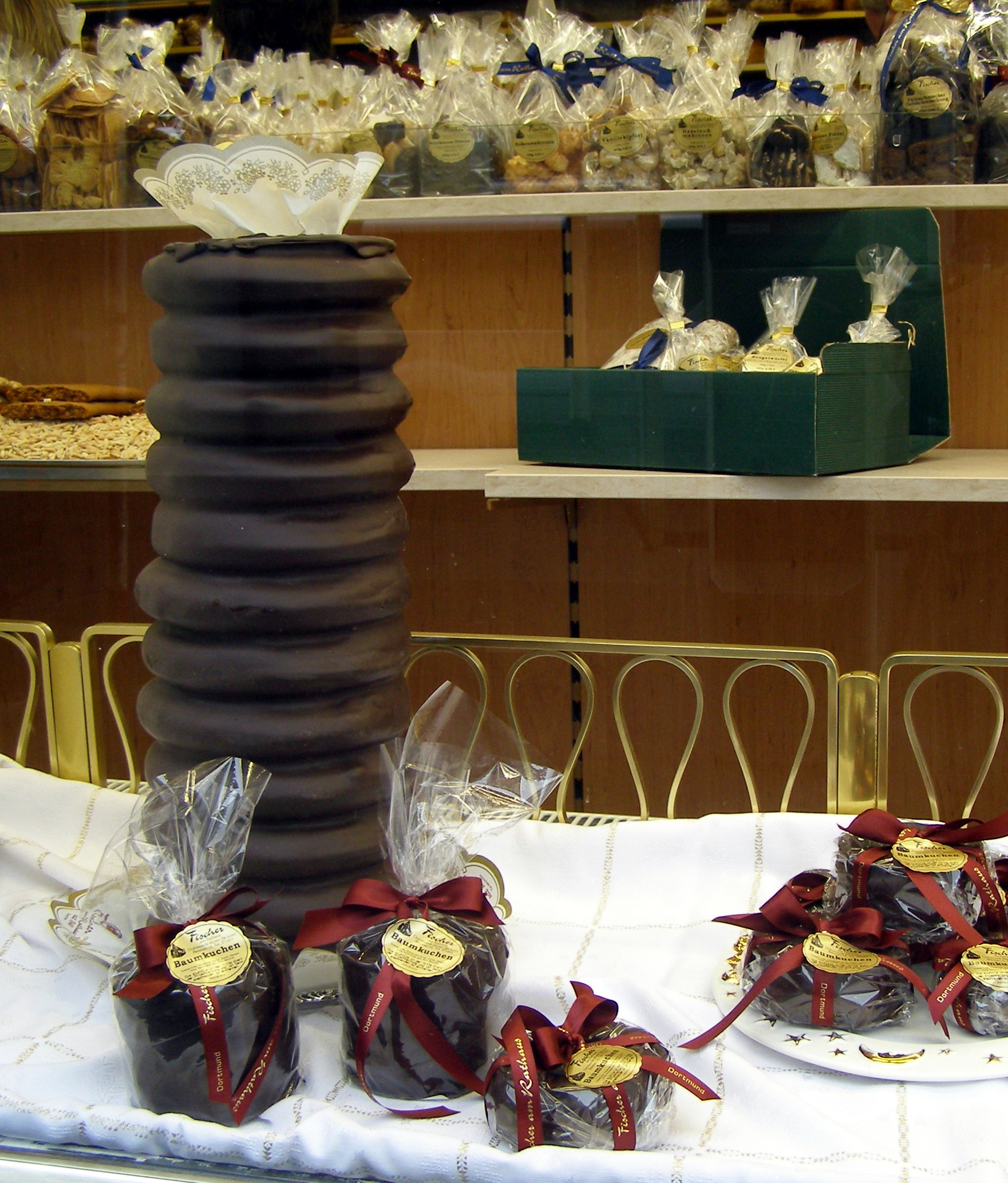
Gotowe baumkuchen

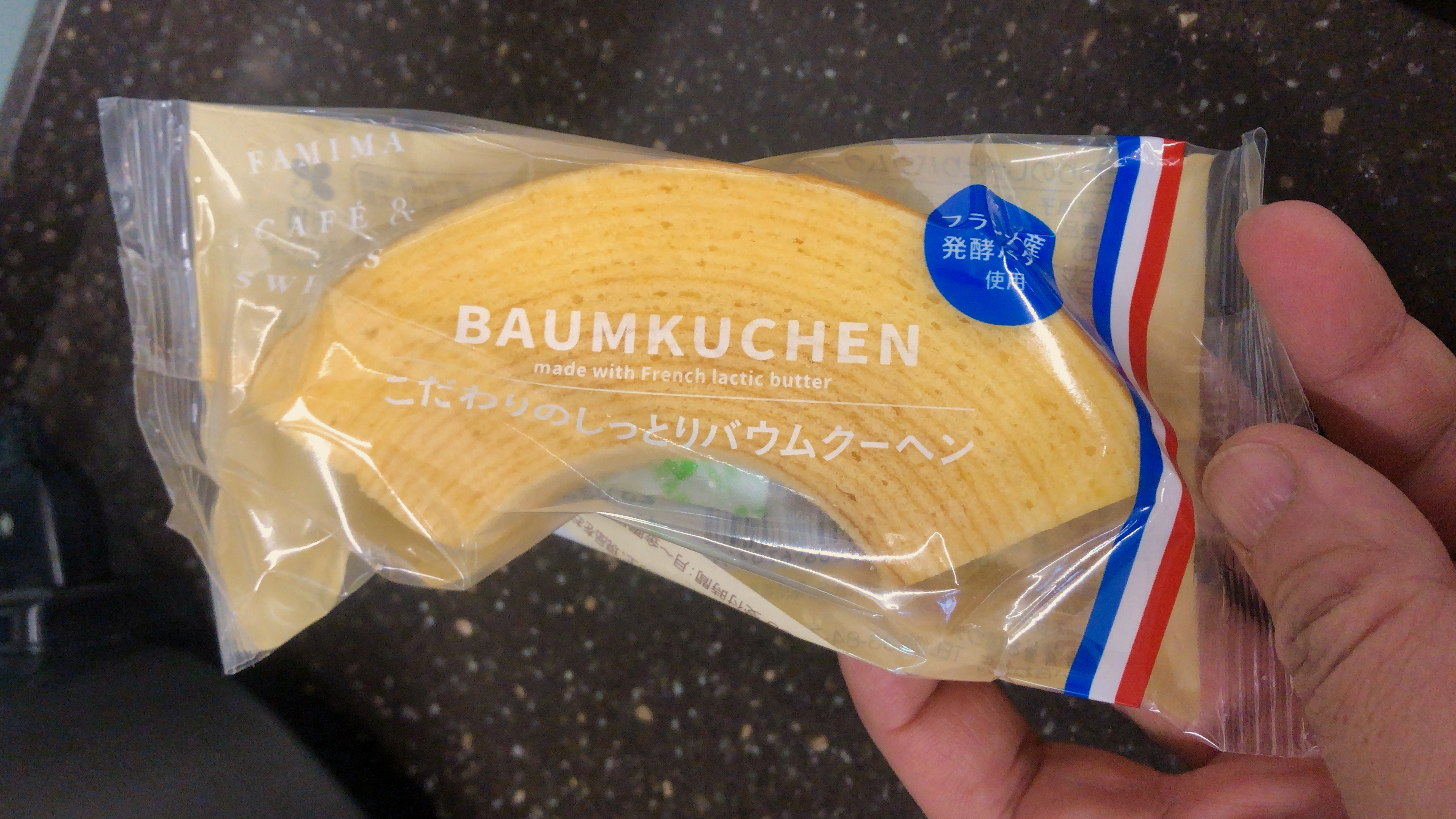
Baumkuchen dostępny do kupienia w Japonii

Baumkuchen – pochodzący z Niemiec wyrób cukierniczy składający się z układanego warstwami ciasta piaskowego pieczonego na otwartym ogniu.

## Historia
Dokładny czas powstania baumkuchen nie jest znany, ale w średniowieczu istniało już pieczywo, które przygotowywało się owijając ciasto wokół szpikulca i piekąc nad ogniem (obecnie znane jako Stockbrot). Niektórzy historycy uważają, że ciasto jest pochodzenia węgierskiego, miał to być rodzaj tortu weselnego i w taki sposób pojawić się w kuchni niemieckiej. Inni uważają, że podobna forma była znana już w starożytnej Grecji.
Pierwsze przepisy na ciasto można znaleźć we włoskiej książce kucharskiej z 1426 roku. Wczesny niemieckojęzyczny przepis znajduje się w książce Marxa Rumpolta Ein new Kochbuch z 1581 roku, gdzie ciasto jest określane jako Spießkuchen. Nazwa baumkuchen (łac. placentae cylindricae) została po raz pierwszy użyta przez Johanna Sigismunda Elsholtza w książce kucharskiej Diaeteticon z 1682 roku.
Współczesna receptura pojawiła się dopiero w XVIII wieku. Jeden z pierwszych znanych przepisów znajduje się w siódmym wydaniu Nieder-Sächsischen Koch-Buch z 1758 roku. W tym czasie gotowe baumkuchen było posypywane tartą czekoladą lub całkowicie pokryte kuwerturą. Od około 1800 roku baumkuchen nie są pieczone w gospodarstwach domowych, a prawie wyłącznie przez cukierników. W XIX wieku baumkuchen było najbardziej rozpowszechnione w Berlinie, gdzie na rynku cukierniczym dominowali cukiernicy z francuskojęzycznej części Szwajcarii, tacy jak Josty, Spargnapani i d’Heureuse. Od lat siedemdziesiątych XIX wieku ciasto rozpowszechniło się również w innych miastach: Dreźnie, Chociebużu, Szczecinie i Salzwedel. Od 2010 roku Salzwedeler Baumkuchen posiada Chronione Oznaczenie Geograficzne.

## Baumkuchen w Japonii
Do Japonii baumkuchen został wprowadzony przez niemieckiego cukiernika Karla Josepha Wilhelma Juchheima, który dotarł jako jeniec wojenny w 1919 roku. Baumkuchen (jap. バウムクーヘン baumukūhen lub バームクーヘン bāmukūhen) jest jednym z popularnych wypieków. Ze względu na stosunkowo wysoką cenę i jakość jest często prezentem. Dzień 4 marca, dla upamiętnienia pierwszego dnia sprzedaży tego ciasta, jest znany w Japonii jako Dzień Baumkuchen (jap. バウムクーヘンの日, Baumkūhen no Hi).

## Przepis
Ciasto robi się z masła, jajek, cukru, wanilii, soli i mąki. Nie należy do niego dodawać proszku do pieczenia. Stosunek mąki, masła i jaj musi wynosić co najmniej 1:1:2. Miód i alkohol (np. rum) mogą być dodawane do smaku, podobnie orzechy, marcepan i nugat. Ale podstawowy przepis jest zawsze taki sam.
Prawdziwe baumkuchen piecze się warstwowo na obracającym się wałku. Masę ciasta nakłada się jako około 10 do 20 pojedynczych warstw i piecze warstwowo. Dzięki temu warstwy w gotowym cieście przypominają słoje roczne drzewa.

## Podobne wypieki
- kransekage
- kurtoszkołacz
- sękacz
- spettekaka
- trdelník